# مایکل کورس
مایکل کورس (به انگلیسی: Michael Kors) (زادهٔ ۹ اوت ۱۹۵۹) طراح مد آمریکایی است. او مدیر اجرایی و افتخاری شرکت خود می‌باشد. مایکل کورس تاکنون برای افراد سرشناسی چون میشل اوباما، جنیفر لوپز، گوئینت پالترو و آلیشا کیز به طراحی لباس پرداخته است.

## زندگی‌نامه
مایکل کورس در جزیره لانگ در شهر نیویورک متولد شد. مادر وی مدل بوده است و هنگامی که مایکل تنها ۵ سال داشت مجدداً ازدواج نمود. مایکل از مدرسهٔ جان اف کندی فارغ‌التحصیل شد. مادر او یهودی و پدرش سوئدی بودند. مایکل کورس آشکارا همجنس‌گراست. او در ۱۶ اوت ۲۰۱۱ با شریک زندگی خود، لنس لپر ازدواج نمود.

## فعالیت حرفه‌ای
مایکل هنگامی که تنها ۵ سال داشت لباس عروسی مادرش را که دوباره قصد ازدواج داشت را طراحی نمود. در سال ۱۹۷۷ هنگامی که همگان به استعداد وی در زمینه طراحی لباس پی بردند وی را در مؤسسه فشن و تکنولوژی نیویورک ثبت نام کردند. سرانجام در سال ۱۹۸۱ مایکل برند خود را وارد بازار نمود و از همان دوران به عنوان طراح لباس‌های اسپرت زنانه شناخته شد. و